# Nannophya katrainensis
Nannophya katrainensis is een libellensoort uit de familie van de korenbouten (Libellulidae), onderorde echte libellen (Anisoptera).
De wetenschappelijke naam Nannophya katrainensis is voor het eerst geldig gepubliceerd in 1955 door Singh.